# Rubeus Hagrid
Rubeus Hagrid es un personaje ficticio en la serie de libros Harry Potter escrita por J. K. Rowling. Hagrid aparece por primera vez en Harry Potter y la piedra filosofal como un semigigante  que es el guardián de las llaves y los terrenos de Hogwarts, el escenario principal de las primeras seis novelas. En Harry Potter y el prisionero de Azkaban, Hagrid es promovido a profesor de Cuidado de Criaturas Mágicas, y más tarde se convierte en un miembro de la Orden del Fénix.

## Desarrollo del personaje
Hagrid está entre los personajes que Rowling dice que creó "el primer día". Ella explicó la fuente de su nombre como "otra vieja palabra inglesa, que significa — si tú fueras 'hagrid' — es una palabra dialectal — tendrías una mala noche. 'Hagrid' es un enorme bebedor — tiene muchas malas noches". En su artículo "Harry's Fame" ("La fama de Harry"), Rosemary Goring nota que el Bosque de Dean es una influencia en la obra de Rowling, y Hagrid es el único personaje que está "directamente extraído del Bosque de Dean". Ella también nota que Hagrid físicamente es "el modelo del capítulo galés de Hells Angels, que abatiría contra la ciudad y acapararía el bar, ‘enormes montañas de cuero y pelo’".
El personaje de Hagrid y las conversaciones entre él, Harry Potter, Ron Weasley y Hermione Granger en su cabaña son expositivos a lo largo de la serie, debido al hecho de que el trío frecuentemente descubría cosas sobre Albus Dumbledore y Hogwarts hablando con Hagrid, ya que él tiene el hábito de decir cosas de más. También fue uno de los primeros personajes en implicar que la idea de pensar en magos como de "sangre pura" y "mestizos o hijos de muggles" es un concepto anticuado.
Rowling dijo en una entrevista que Hagrid estaba en la casa de Gryffindor durante su tiempo como estudiante. Cuando se hace dueño de una acromántula, él es expulsado de Hogwarts ya que se cree que su mascota es el "monstruo de Slytherin". Sin embargo, persuadido por Dumbledore (que en esa época era profesor de transformaciones), el director Armando Dippet acuerda entrenar a Hagrid como guardabosques, permitiéndole al muchacho permanecer en Hogwarts. Para el momento en que Harry asiste a Hogwarts, Hagrid es también el guardián de las llaves y los terrenos: lo anterior, de acuerdo con Rowling, significa "que te dejará entrar y salir de Hogwarts". Parte de su trabajo incluye llevar a los alumnos de primer año a través del río en botes, en su llegada inicial a Hogwarts.
Al discutir la muerte de sus personajes en sus libros, Rowling dijo que siempre supo que ella estaba "trabajando hacia el punto donde Hagrid cargaba a Harry vivo —pero supuestamente muerto— fuera del bosque". Ella dijo que había planeado desde muy temprano que Harry caminaría a su muerte acompañado por los 'fantasmas', y que "eso es lo que siempre mantuvo a Hagrid a salvo". Ella dijo que "Hagrid había sido alguien natural para matar en algunos aspectos", pero que la imagen mental de ese momento —un enorme Hagrid paternal cargando al flácido Harry en sus brazos— era tan fuerte que decidió su destino. También le gustaba la idea circular de Hagrid tanto llevando a Harry al mundo, y luego trayéndolo de vuelta de la muerte.

## Apariciones

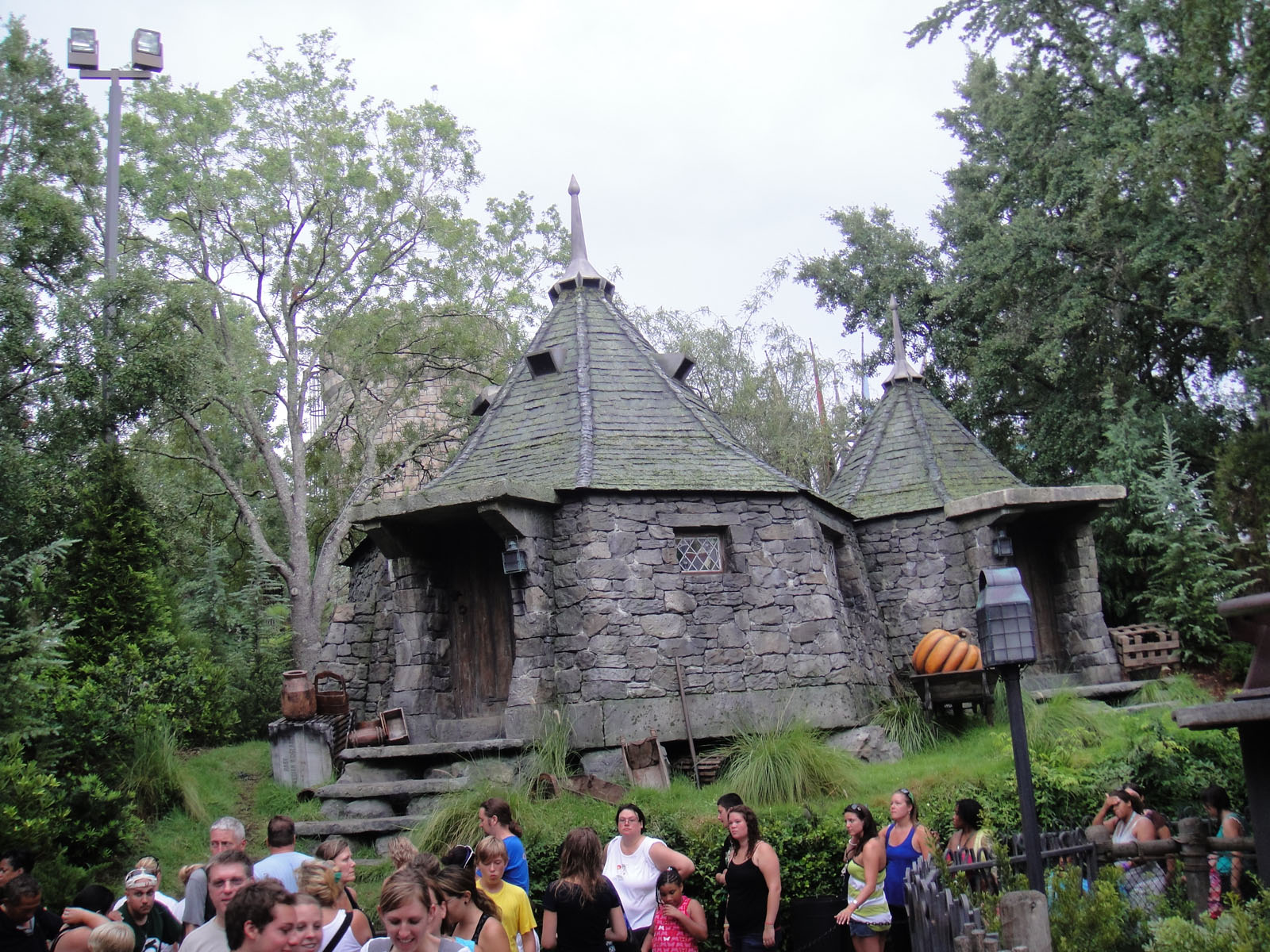

### Harry Potter y la piedra filosofal
Rubeus Hagrid es introducido en el primer capítulo de la primera novela. Luego de la muerte de James y Lily Potter, Dumbledore le confía a Hagrid el rescate del bebé Harry de la casa de sus padres luego de haber sido asesinados por lord Voldemort. Cuando Minerva McGonagall expresa su preocupación sobre el hecho que era Hagrid quien llevaría a Harry a la casa de los Dursley, Dumbledore dice que a Hagrid le confiaría su vida, un hecho que se demuestra varias veces durante la serie, ya que Dumbledore frecuentemente le pide llevar a cabo trabajos secretos. Diez años más tarde, se le pide llevar la piedra filosofal de Gringotts a Hogwarts, y él le proporciona al perro de tres cabezas Fluffy para que la cuide. Dumbledore también le da el trabajo de localizar a Harry, ayudándolo a orientarse en la comunidad mágica y comprar sus cosas para la escuela. Hagrid es el primer miembro del personal de Hogwarts en ser presentado a Harry antes de comenzar a asistir a la escuela. Hagrid más tarde se hace amigo de Ron y Hermione también. Más tarde en el libro, una persona encapuchada (Quirinus Quirrell disfrazado) le da a él un huevo de dragón a cambio de detalles sobre Fluffy. Hagrid sin querer le dice a Harry, Ron y Hermione que la manera de superar a Fluffy es tocar música, para lo cual ellos usan la flauta que Hagrid mismo esculpió para Harry, lo que les permite seguir persiguiendo al supuesto ladrón. Los tres también ayudan a Hagrid luego de que el huevo de dragón eclosiona, ayudándolo a mudar al bebé dragón, Norbert, que es llevado a vivir en un santuario de dragones en Rumania, donde el hermano mayor de Ron, Charlie Weasley, trabaja.

### Harry Potter y la cámara secreta
Los lectores descubren por primera vez por qué Hagrid fue expulsado de Hogwarts en la segunda novela. Se revela que Hagrid era un estudiante en Hogwarts al mismo tiempo que Tom Marvolo Riddle, el mago que más tarde se convertiría en Lord Voldemort, y Myrtle Warren, la bruja quien se convertiría en Myrtle la Llorona. Hagrid fue expulsado durante su tercer año, luego de ser atrapado en compañía de Aragog, una peligrosa acromántula: este crimen ya serio parecía peor de lo que era, debido a la creencia de que la acromántula era "el monstruo de Slytherin", y que Hagrid la había liberado de la Cámara de los Secretos y, voluntaria o involuntariamente, le permitió atacar y petrificar (y en un caso, matar) a otros estudiantes. Aragog escapa al Bosque Prohibido e inicia una colonia de acromántulas. La creencia de la culpabilidad de Hagrid fue fomentada por Tom Riddle, el verdadero criminal, que había estado usando al verdadero monstruo (un basilisco) para atacar a los estudiantes, y que había culpado a Hagrid para evitar que la escuela sea cerrada, ya que él no quería regresar al orfanato. Durante los eventos del segundo libro, el basilisco es liberado nuevamente y Hagrid es enviado a la prisión de Azkaban, ya que se cree nuevamente que es el responsable de los ataques. Sin embargo, antes de ser arrestado, Hagrid le dice a Harry y Ron que debían "seguir a las arañas", así podrían conocer a Aragog y descubrir la identidad del verdadero monstruo. Luego de que Harry derrota al basilisco, se revela que Ginny Weasley estaba actuando bajo la influencia del diario de Tom Riddle, y Hagrid es liberado de prisión.

### Harry Potter y el prisionero de Azkaban
Luego de la renuncia de Silvanus Kettleburn, quien, de acuerdo con Dumbledore, quería poder aprovechar en la intimidad los miembros que le quedan, Hagrid es asignado para enseñar la asignatura de Cuidado de Criaturas Mágicas en la tercera novela. A él también se le permite hacer magia nuevamente ya que su nombre ha sido limpiado luego de los eventos del libro anterior. Durante su primera clase, en la que presenta a los hipogrifos a los alumnos de tercer año, una de las criaturas, Buckbeak, ataca a Draco Malfoy luego de que el chico insulta al animal. Aunque Dumbledore logra probar la inocencia de Hagrid, el Ministerio de Magia condena a Buckbeak a muerte. Así, las clases de Hagrid se hacen extremadamente aburridas, y Harry, Ron y Hermione pasan un tiempo buscando información que ayudaría a Hagrid en la defensa de Buckbeak. Cerca del final del libro Hermione y Harry usan un giratiempo para salvar a Buckbeak de la muerte y a Sirius Black del beso del Dementor.

### Harry Potter y el cáliz de fuego

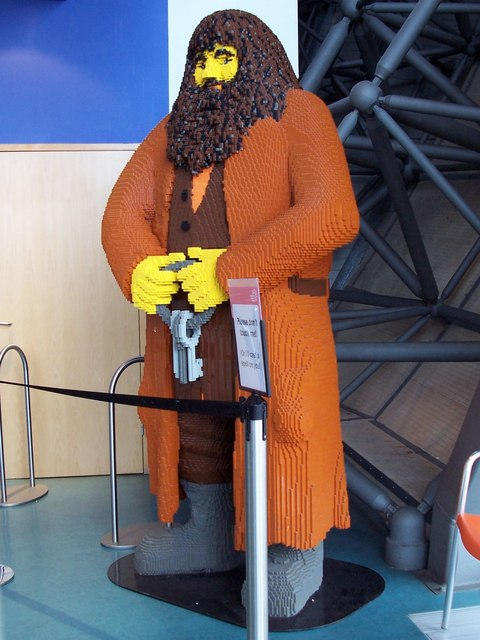
Modelo de tamaño natural de Rubeus Hagrid hecho con bloques de LEGO.

En la cuarta novela se revela que Hagrid es un semi-gigante, siendo su madre la giganta Fridwulfa, que dejó a su padre mago cuando Hagrid era un bebé. Ya que los gigantes tienen reputación de ser brutales, y una vez fueron aliados de Voldemort, Hagrid mantiene su estatus de sangre en secreto y le permite a la gente imaginar otras razones de su enorme tamaño (como haberse tragado una botella de poción crecehuesos cuando era joven). El linaje de Hagrid es expuesto en El Profeta por Rita Skeeter, quien lo representa como peligroso (debido a su fascinación por las criaturas agresivas) e incompetente. Hagrid se ve gravemente afectado por esto e intenta renunciar a su puesto como profesor, aunque Dumbledore no acepta esta renuncia. Durante la novela, Hagrid se enamora de Olympe Maxime —otra bruja semigiganta y directora de la escuela de magia francesa Beauxbatons—. Hagrid también es una de las muy pocas personas que, desde el principio, cree en la palabra de Harry de que él no puso su nombre en el cáliz de fuego para entrar en el Torneo de los Tres Magos. Más tarde en el libro, Alastor Moody (en realidad Barty Crouch, Jr. disfrazado de él) sugiere que Hagrid debería mostrarle a Harry que la primera prueba del Torneo involucraría dragones. Hagrid también proporciona escregutos de cola explosiva para la tercera prueba.

### Harry Potter y la Orden del Fénix
Hagrid está ausente durante la primera parte de la quinta novela. El personaje más tarde le revela a Harry, Ron y Hermione que él y Madame Maxime viajaron a través de Europa juntos en una misión de la Orden, planeando encontrar gigantes y convencerlos de unirse a Dumbledore; sin embargo, los mortífagos también encuentran a los gigantes y logran llevarlos al lado de Voldemort. Hagrid es atacado por gigantes durante la misión, y salvado por Maxime. Hagrid y Maxime finalmente regresan debido a la exasperación de Maxime con Grawp, el medio hermano de Hagrid a quien él había encontrado y estaba intentando llevarlo a casa con él. Grawp, que quería quedarse con los gigantes, lastimó a Hagrid gravemente. Hagrid le presenta a su medio hermano a Harry y Hermione, y les pide que cuiden de él luego de que él se vaya de Hogwarts. La suprema inquisidora de Hogwarts Dolores Umbridge supervisa las clases de todos los miembros del personal de Hogwarts, entre ellas las de Hagrid, y busca una excusa para despedirlo, ya que Hagrid es cercano a Dumbledore. Cerca del final del libro, Umbridge y otros oficiales del Ministerio intentan arrestar a Hagrid. El último logra escapar, pero la profesora McGonagall resulta herida tratando de defenderlo. Finalmente, con Dumbledore de vuelta como director, Hagrid regresa a Hogwarts.

### Harry Potter y el misterio del príncipe
En la sexta novela, Harry, Ron y Hermione ya no estudian Cuidado de Criaturas Mágicas, y Hagrid está tanto enojado como decepcionado de ellos durante la primera parte del libro, pero pronto se da cuenta de que no es porque no les agrade. Más tarde en la novela, Aragog muere, y Hagrid arriesga su vida para recuperar el cuerpo de la acromántula para darle un merecido funeral. Luego del funeral, él y Horace Slughorn toman demasiado whisky de fuego, y Harry toma ventaja de esta situación (bajo la influencia de la poción felix felicis, también conocida como "suerte líquida") para recuperar un cierto recuerdo de Slughorn. Cerca del final del libro, los mortífagos atacan Hogwarts y la cabaña de Hogwarts es incendiada ya que él trata de enfrentarlos. Durante el funeral de Dumbledore, se ve a Hagrid cargando el cuerpo del director.

### Harry Potter y las reliquias de la Muerte
En la séptima novela, Hagrid es parte de la delegación de la Orden del Fénix asignada para mudar a Harry desde el número cuatro de Privet Drive hasta la Madriguera protegida con magia. Hagrid lleva a Harry en la moto voladora de Sirius Black, pero el plan sale mal cuando la delegación de la Orden es emboscada por mortífagos. La pareja apenas llega a la Madriguera luego de ser atacados por Voldemort mismo. Luego de asistir a la recepción de la boda de Bill Weasley y Fleur Delacour, Hagrid no aparece nuevamente hasta cerca del final del libro, donde se revela que había huido a las montañas luego de que el régimen mortífago de Hogwarts se enterara de que celebraba reuniones apoyando a Harry Potter en su cabaña.
Durante la batalla culminante, Hagrid intenta defender a los hijos carnívoros de Aragog, que han sido expulsados del Bosque Prohibido por los mortífagos y ahora están atacando tanto a los defensores de Hogwarts como a los mortífagos indiscriminadamente, pero él es llevado a la fuerza por una manada de ellas. Más tarde él aparece, cautivo en el campo de los mortífagos, cuando Harry se sacrifica ante Voldemort. Hagrid es forzado a llevar a Harry en brazos de vuelta a la escuela, sin darse cuenta de que Harry estaba vivo aún, y en el camino acusa a los centauros de no ayudar lo suficiente. Los centauros luego se unen a la batalla y Hagrid toma parte en la segunda mitad de la batalla, derribando a su enemigo principal entre los mortífagos, el verdugo de criaturas mágicas Walden Macnair.
De acuerdo con Rowling, la escena en el último libro en la cual se ve a Hagrid cargando el cuerpo aparentemente muerto de Harry es muy significativa ya que "Hagrid lleva a Harry desde la casa de los Dursley. Él lo introduce al mundo mágico [...] Él era algo así como su protector y su guía [...] Y ahora yo quería que Hagrid sea el que lleve a Harry fuera del bosque". Rowling también comentó que Hagrid nunca estuvo en peligro de muerte, ya que ella "siempre tuvo esa imagen en [su] cabeza del enorme y gigantesco Hagrid atravesando el bosque llorando con Harry en sus brazos".

#### Epílogo
Diecinueve años después de la derrota de Voldemort, Hagrid aún está en Hogwarts aunque no está claro en qué facultad (tendría 87 años en este momento), e invita al hijo de Harry Albus a su cabaña a tomar el té, justo como había hecho una vez con Harry mismo, significando que Harry y Hagrid siguen siendo cercanos. Durante una entrevista en 2007, cuando le preguntaron si Hagrid se casó, Rowling respondió que Hagrid tuvo una relación con una giganta pero no funcionó.

## Interpretación en el cine

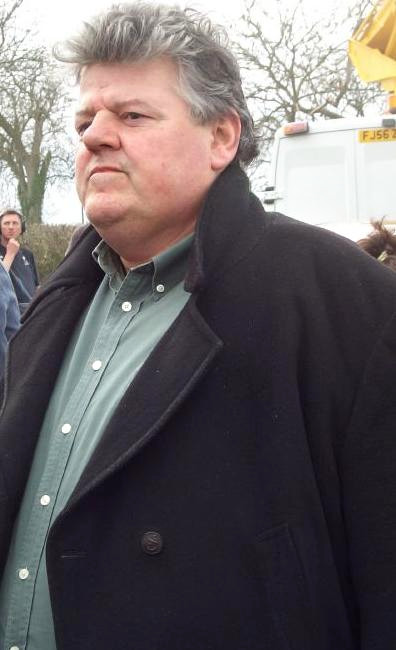

El actor escocés Robbie Coltrane interpretó a Hagrid en todas las adaptaciones cinematográficas de las novelas de Harry Potter. Rowling tuvo a Coltrane en mente para el papel desde el principio y cuando le preguntaron quién estaba en la cima de su lista, ella respondió "RobbieColtraneparaHagrid" todo en un suspiro rápido. Coltrane ha comentado que ser parte de las películas de Harry Potter es "una cosa fantástica en la que participar". Rowling le dio a Coltrane algunos antecedentes de Hagrid. Ella también dijo que "Robbie es perfecto para Hagrid porque Hagrid es un personaje adorable, bastante agradable, bastante cómico [...] pero también tiene una cierta tenacidad [...] y yo pienso que Robbie lo hace perfectamente".
El exfutbolista inglés de rugby union Martin Bayfield ha interpretado a Hagrid como un doble de riesgo en las tomas lejanas debido a su gran altura para enfatizar la altura de Hagrid. Bayfield también apareció como un Hagrid adolescente en Harry Potter y la cámara secreta.

## Caracterización

### Apariencia
En La piedra filosofal, se menciona que Hagrid es dos veces más alto que un hombre normal y al menos cinco veces más ancho, pero en la película, él es representado como de 2,60 m, y en libros posteriores se dice que es tres veces más ancho. Siendo un semigigante, él es menos vulnerable a los embrujos y hechizos que los humanos. En La Orden del Fénix, cuando Umbridge y algunos otros magos van a despedirlo de Hogwarts, él los enfrenta. Ellos tratan de aturdirlo, pero los hechizos sólo le rebotan ya que heredó la resistencia a la magia de los gigantes. Hagrid también muestra esta capacidad cerca del final de El misterio del príncipe, resistiendo los poderosos maleficios de un mortífago. Algunas pociones tampoco tienen efecto en él, como la poción multijugos, que está diseñada sólo para que la usen los humanos.

### Personalidad
Hagrid tiene una personalidad amigable y compasiva y llora fácilmente, como se ve en la primera escena de todas, cuando deja a Harry en la puerta de los Dursley en La piedra filosofal. Él es muy leal a sus pares, en especial a Dumbledore, a quien se refiere como el mago más grande de todos múltiples veces. Como se ve por primera vez en La piedra filosofal, se enoja extremadamente en cualquier momento que alguien insulta a Dumbledore cerca de él (un error cometido por Vernon Dursley, que llamó a Dumbledore un "chiflado viejo tonto"). Él también es muy leal a Harry, sufriendo varias veces durante la serie debido a su lealtad, y teniendo que esconderse dos veces para evadir la prisión. Rowling dice que "Hagrid siempre supuso ser esta fuerza casi elemental. Él es como el rey de la selva, o el Hombre verde. Él es esta persona semi-salvaje que vive al borde del bosque".

### Capacidades y habilidades mágicas
Luego de ser expulsado de Hogwarts, el Ministerio de Magia rompió la varita de roble de Hagrid y le prohibió hacer magia. Hagrid guarda los trozos de su varita en un paraguas rosa, y hace pequeños hechizos de vez en cuando; sin embargo, técnicamente se le prohibió hacer magia hasta el tercer libro, y ya que no es un mago completamente calificado, él "siempre será un poco inepto" comparado con otros magos adultos, pero "en ocasiones sorprende a todos, él incluido, logrando magia más imponente". También tiene habilidades mágicas que heredó de sus sangre de gigante. Por ejemplo, en La Orden del Fénix, varios de los encantamientos aturdidores que le lanzan los oficiales del Ministerio simplemente le rebotan.

## Familia

### Grawp
Grawp es el medio hermano gigante de Hagrid. Grawp y Hagrid nacieron de la misma madre, la giganta Fridwulfa. Grawp mide alrededor de cinco metros de altura, lo que Hagrid dice que es poco para un gigante. Sus nudillos son del tamaño de una pelota de críquet (alrededor 225 mm de circunferencia). Los otros gigantes acosaban a Grawp, y este es un factor en la decisión de Hagrid de traerlo al Bosque Prohibido. Grande y tonto, él sólo sabe algunas palabras y sus modales son salvajes e impredecibles.

Al principio, Grawp se muestra indiferente a los intentos de su hermano por civilizarlo, prefiriendo pasar su tiempo derribando árboles. Luego de que Hagrid deja Hogwarts para evitar ser encarcelado, él deja a Grawp en cuidado de Harry, Ron y Hermione. Para su sorpresa, cuando ellos se ven atrapados en el bosque durante un enfrentamiento con la población local de centauros, Grawp inadvertidamente logra desviar la atención de las criaturas de Harry y Hermione en la búsqueda de Hagrid, a quien él se refiere como 'Jagi'.
En El misterio del príncipe, Grawp es trasladado a las montañas, donde aparentemente está progresando mucho más. Él también asiste al funeral de Dumbledore, mucho más civilizado y calmado que antes, vestido formalmente. También parece entender las emociones, al menos hasta cierto punto, ya que le da palmadas a Hagrid en la cabeza para consolarlo, haciendo que su silla se hunda en el suelo. Según Hagrid, también ha mejorado hablando, e incluso es capaz de entablar una conversación.
En Las reliquias de la Muerte, Grawp, Hagrid y Fang se esconden luego de que Hagrid hace una fiesta de apoyo a Harry Potter y se da a entender que Grawp los ayudó a todos a escapar. Él es el único gigante que lucha contra los mortífagos en la Batalla de Hogwarts, probablemente en un intento de proteger a Hagrid, así como frecuentemente dice su nombre mientras lucha contra los seguidores del Innombrable. Grawp participa en la celebración luego la derrota de Voldemort (aunque desde una ventana, ya que es demasiado grande para caber en la sala), y los estudiantes de Hogwarts le muestran su agradecimiento lanzando comida a su boca sonriente.
En la adaptación cinematográfica del quinto libro Grawp está generado por computadora usando un nuevo proceso de "captura de alma" de Image Metrics. Andrew Whitehead pasó 18 meses trabajando en el personaje para la película. La voz de Grawp fue prestada por Tony Maudsley.

### Padres
En El cáliz de fuego se revela la verdad sobre los padres de Hagrid: su padre, que nunca es nombrado en la historia, se casó con una giganta, Fridwulfa. Fridwulfa dejó a Rubeus al cuidado de su padre luego de su nacimiento; de acuerdo con Hagrid, ella no era muy maternal. Más tarde dio a luz a Grawp. Ella murió mucho tiempo antes de que Hagrid regresara con los gigantes en La Orden del Fénix. Hagrid describe a su padre como "hombre muy pequeño" a quien podía agarrar con una mano y subirlo al aparador cuando tenía seis años. Hagrid claramente sentía mucho afecto por él; en El prisionero de Azkaban, él dice que la muerte de su padre cuando Hagrid estaba en su tercer año en Hogwarts fue uno de sus recuerdos más tristes.

## Mascotas
Hagrid tiene y ha tenido una gran variedad de mascotas, entre ellas algunas que la comunidad mágica considera imposibles de domesticar. Ellos no siempre están equivocados. Rowling dijo que Hagrid tiene poco interés en domar criaturas mágicas debido a la falta de un desafío,[cita requerida] aunque tiene un perro enorme pero cobarde, un gran danés llamado Fang. El amor de Hagrid por las criaturas mágicas peligrosas es central en la trama de varios libros de la serie.

### Aragog

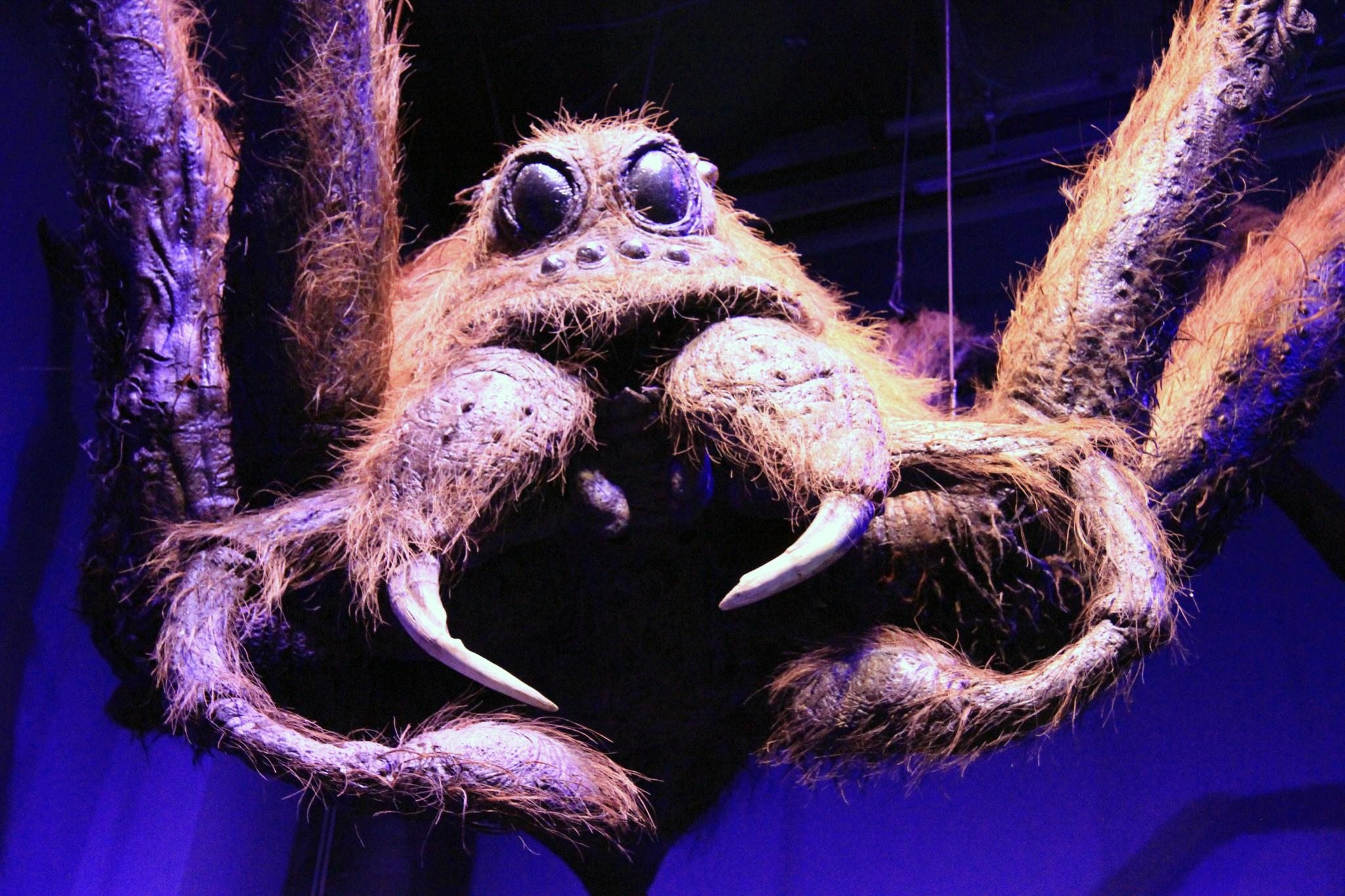

Aragog era una acromántula —una enorme araña pensante con la capacidad de hablar— que hacía un único sonido de chasquido cuando se movía en busca de presas. Hagrid lo crio de un huevo como un estudiante de Hogwarts, guardándolo dentro de un armario. En su tercer año en Hogwarts, Hagrid fue atrapado hablándole a Aragog en el calabozo por Tom Riddle, que alegó que Aragog era el "monstruo de Slytherin", y que Hagrid había abierto la Cámara de los Secretos. De hecho, Riddle fue quien había abierto la Cámara, y el monstruo era en realidad un basilisco.
Luego de que Hagrid fue expulsado, Aragog vivió en el Bosque Prohibido. Hagrid le encontró una pareja, Mosag, con quien Aragog tuvo una colonia entera de acromántulas. Él estuvo agradecido a Hagrid por toda su vida, y evitaba que sus hijos carnívoros lo ataquen cuando iba de visita. Sin embargo, él no extendió esta cortesía a otras criaturas y personas; él le permitió a sus hijos atacar a Harry, Ron y Fang cuando lo encontraron en la película La cámara secreta. Hagrid los condujo hasta Aragog dándole un consejo oculto, "seguir a las arañas". Fue Aragog el que le dijo a Harry y Ron que él no era el monstruo de Slytherin, sino otra criatura, que al contrario de Aragog, nació en el castillo, y la cual las arañas le temen tanto que nunca hablan de ella ni dicen su nombre, a pesar de las numerosas indagaciones de Hagrid. Aunque Aragog le permitió a sus hijos atacar a Harry, Ron y Fang, fueron salvados en el último minuto por el auto volador de Arthur Weasley, que se había perdido en el bosque meses antes. Aragog permaneció en el Bosque Prohibido por el resto de su vida, pero finalmente murió de vejez en El misterio del príncipe. Hagrid recuperó el cuerpo de Aragog del bosque, así podría darle un merecido funeral temiendo que sus hijos se coman su cuerpo. Desde ese momento en adelante, la colonia de arañas era la única parte del Bosque Prohibido a la que Hagrid no podía entrar a salvo.
Los hijos de Aragog regresan en Las reliquias de la Muerte durante la Batalla de Hogwarts; habiendo sidos expulsados del bosque, ellos comenzaron a atacar a los mortífagos y los habitantes de Hogwarts indiscriminadamente. El amor de Hagrid por las arañas lo puso en peligro a él y a los demás ya que él trató de protegerlas; las arañas le agradecieron a Hagrid capturándolo y llevándolo a Voldemort.
La voz de Aragog fue prestada por Julian Glover en la adaptación cinematográfica de Harry Potter y la cámara secreta.

### Buckbeak
Buckbeak, junto con otros once hipogrifos, es introducido durante una de las clases de Cuidado de Criaturas Mágicas de Hagrid. Hagrid explica que los hipogrifos son criaturas muy tranquilas, poderosas y orgullosas, pero son pensantes y requieren respeto. Harry se acerca a Buckbeak con éxito, quien le permite montarlo alrededor del cercado.
Draco Malfoy, en un arrogante intento de destacarse ante su enemigo escolar, tratando de acercarse a Buckbeak también. Se hace obvio que Draco no escucha ni le interesan las advertencias de Hagrid sobre la sensibilidad de los hipogrifos, ya que hace comentarios despectivos sobre Buckbeak. Rápidamente enojado, Buckbeak rasguña el brazo de Draco con sus garras. Pretendiendo estar mucho más herido de lo que en realidad está, Draco persuade a su padre, Lucius Malfoy, para que use su poder político para sentenciar a Buckbeak a muerte. Las numerosas apelaciones de Hagrid fallan, y los miembros de la Comisión para las Criaturas Peligrosas van a Hogwarts para ejecutar a Buckbeak. Usando un giratiempo, Hermione y Harry liberan a Buckbeak y rescatan a Sirius Black de la torre en la que él está cautivo antes de ser entregado a los Dementores. Sirius escapa con Buckbeak y vuela a salvo. Durante la mayoría del cuarto año de Harry, Sirius y Buckbeak se esconden en una cueva en las montañas encima de Hogsmeade. Luego de esto, ellos se mudan al número doce de Grimmauld Place, después de lo cual Buckbeak se queda en la antigua habitación de la madre de Sirius. Cuando Kreacher quiere apartar a Sirius brevemente, él hiere a Buckbeak.
En El misterio del príncipe, Harry hereda a Buckbeak, y le permite a Hagrid cuidarlo de nuevo. Para evadir las sospechas del Ministerio de Magia, se le da el alias Witherwings. Siendo una criatura intensamente leal, Buckbeak ahuyenta a Severus Snape de Harry con sus garras cerca del final del libro. Buckbeak también aparece en la Batalla de Hogwarts al final de Las reliquias de la Muerte liderando a los thestrals de Hogwarts contra los gigantes de Voldemort.

### Fang
Fang es un enorme Mastín (interpretado en las películas por un Mastín Napolitano) que, aparte de su gran tamaño, parece ser un perro totalmente ordinario. Mientras la apariencia de Fang es intimidante, él es, según Hagrid, "un cobarde". Revoltoso y adorable con las personas que conoce, parece disfrutar lamiendo a Harry, Ron o Hermione en la cara y las orejas.
En La piedra filosofal él acompaña a Harry, Hagrid, Neville, Draco y Hermione al Bosque Prohibido para buscar a un unicornio herido. En el siguiente libro, La cámara secreta, Harry y Ron llevan a Fang al bosque donde él está muerto de miedo tanto por Aragog, la enorme acromántula, como por el auto volador del señor Weasley. En El misterio del príncipe, un mortífago incendia la cabaña de Hagrid mientras Fang está adentro; Hagrid entra a la cabaña en llamas, carga a Fang sobre su hombro, y lo lleva a salvo. En Las reliquias de la Muerte, Fang y Hagrid participan en la Batalla de Hogwarts; aunque la participación exacta de Fang no está clara. Él es visto por última vez escapando luego de que un jarrón roto lo asusta. Se implica que Fang sobrevive, ya que no se ve a Hagrid lamentándose por él en ningún momento. No se sabe si Fang sigue vivo cuando los hijos de Harry van a Hogwarts.

### Fluffy
Fluffy es un enorme perro de tres cabezas proporcionado por Hagrid para cuidar la puerta trampa que llevaba a la cámara subterránea donde la piedra filosofal estuvo escondida hasta el final de La piedra filosofal. La única manera conocida de superar a Fluffy es haciendo que se quede dormido tocando música. Fluffy está basado en Cerbero, el perro de tres cabezas de la mitología griega que vigila las puertas del hades. Como con Fluffy, Cerbero se quedaba dormido con la música tocada por Orfeo.
En La piedra filosofal, Harry, Ron, Hermione y Neville accidentalmente entran en donde está Fluffy al esconderse de Peeves, que intentaba entregarlos al celador Argus Filch, que los estaba buscando. En Halloween, Harry y Ron ven a Snape entrando a la cámara de Fluffy, y teniendo un pronunciado rengueo por los siguientes días. Harry también lo escucha diciéndole "¿Cómo se supone que uno pueda vigilar a tres cabezas al mismo tiempo?" a Filch. Sin embargo, más tarde se revela que él siguió al en aquel momento profesor de Defensa contra las Artes Oscuras Quirinus Quirrell hacia la cámara. Mientras Fluffy está vigilando la piedra filosofal, el profesor Quirrell penetra las defensas de Fluffy tocando un arpa, con el propósito de acceder a la puerta trampa, mientras Harry usa una flauta que Hagrid le había dado.
A J. K. Rowling se le preguntó en una entrevista qué le pasó a Fluffy luego de que ya no era necesario para proteger la piedra. Ella respondió que Fluffy fue soltado en el Bosque Prohibido.

### Norbert
Norbert es un ridgeback noruego que Hagrid adquirió como un huevo de un misterioso extraño encapuchado en Cabeza de Puerco, que resultó ser el profesor Quirrell. Hagrid ayuda al dragón a salir del huevo. Norbert se hace muy peligroso y mucho más grande en las semanas siguientes. Norbert muerde la mano de Ron, causando que requiera tratamiento médico debido al veneno en sus colmillos. Harry, Ron y Hermione finalmente convence a Hagrid de enviar al dragón con el hermano mayor de Ron, Charlie, que está estudiando dragones en Rumania. En Las reliquias de la Muerte, Charlie le revela a Hagrid que "Norbert" es en realidad hembra y que habría que renombrarlo a Norberta. Charlie agrega que los ridgeback noruegos hembra "son mucho más feroces...", lo que explicaba la mordida de Norbert y su peligroso comportamiento como un bebé.

## Recepción
El sitio web IGN colocó a Hagrid como su decimotercer mejor personaje de Harry Potter, diciendo que Hagrid se había convertido en un sustituto para la audiencia y que la corta escena en la película Harry Potter y el cáliz de fuego donde él recuerda momentos memorables con Harry, Ron y Hermione les dio un "recuerdo muy querido". Joe Utichi de IGN colocó a Hagrid como su séptimo personaje de Harry Potter favorito.

## En la cultura popular
Hagrid ha aparecido en varias parodias de Harry Potter animadas y no animadas. Apareció en la comedia de sketches estadounidense Saturday Night Live, interpretado por Horatio Sanz, en el mismo episodio en el que Lindsay Lohan interpretó a Hermione. En el show Big Impression de Alistair McGowan, Hagrid apareció en un sketch llamado "Louis Potter and the Philosopher's Scone" ("Louis Potter y el scone filosofal"), en donde fue interpretado por el propio Robbie Coltrane. Hagrid también es parodiado en Harry Potter and the Secret Chamberpot of Azerbaijan (Harry Potter y el orinal secreto de Azerbaiyán), una historia publicada por Comic Relief en 2003, y fue interpretado por Ronnie Corbett. En las parodias de Potter Puppet Pals de Neil Cicierega, Hagrid apareció en el episodio "Ron's Disease" ("La enfermedad de Ron"), en el que Harry usa la fuerza de Hagrid para curar a Ron de una enfermedad, así como para vencer a Hermione y Snape, y para descubrir la identidad de Dumbledore como un "androide gay". Hagrid también aparece en la parodia teatral Harry Potter and the Obnoxious Voice (Harry Potter y la voz desagradable), interactuando con Draco Malfoy y un dementor. En un episodio de la segunda serie de Tracey Ullman's State of the Union, Tracey Ullman parodia a Rowling como una mandona muy interesada en mantener sus creaciones con derechos de autor, que cree que un trabajador vagabundo está personificando a Hagrid.